# Alter Platz
Alter Platz ("Piazza Vecchia" in italiano) è una delle vie-piazze centrali più importanti di Klagenfurt am Wörthersee, in Austria.

## Storia

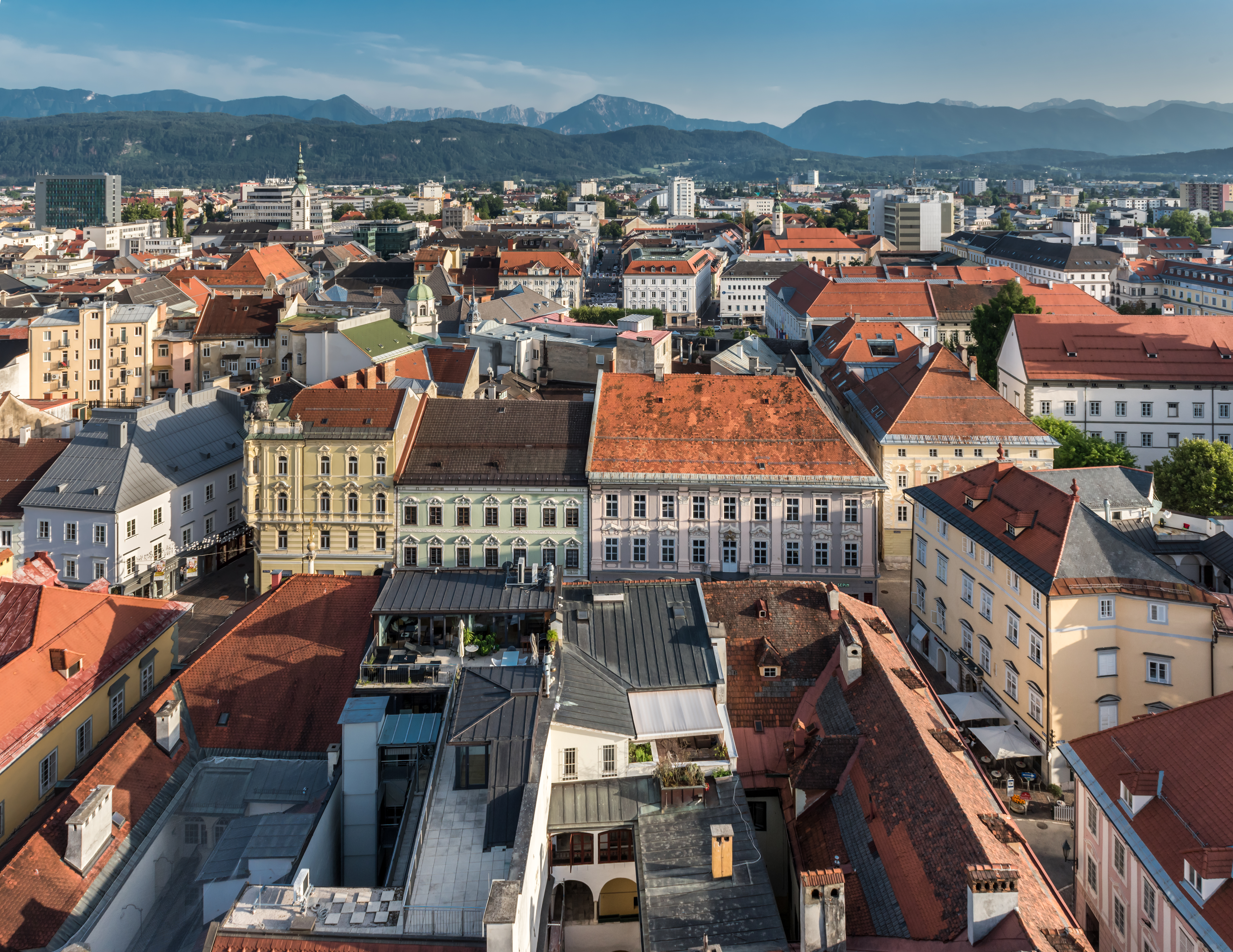
Parte di Alter Platz vista dall'alto

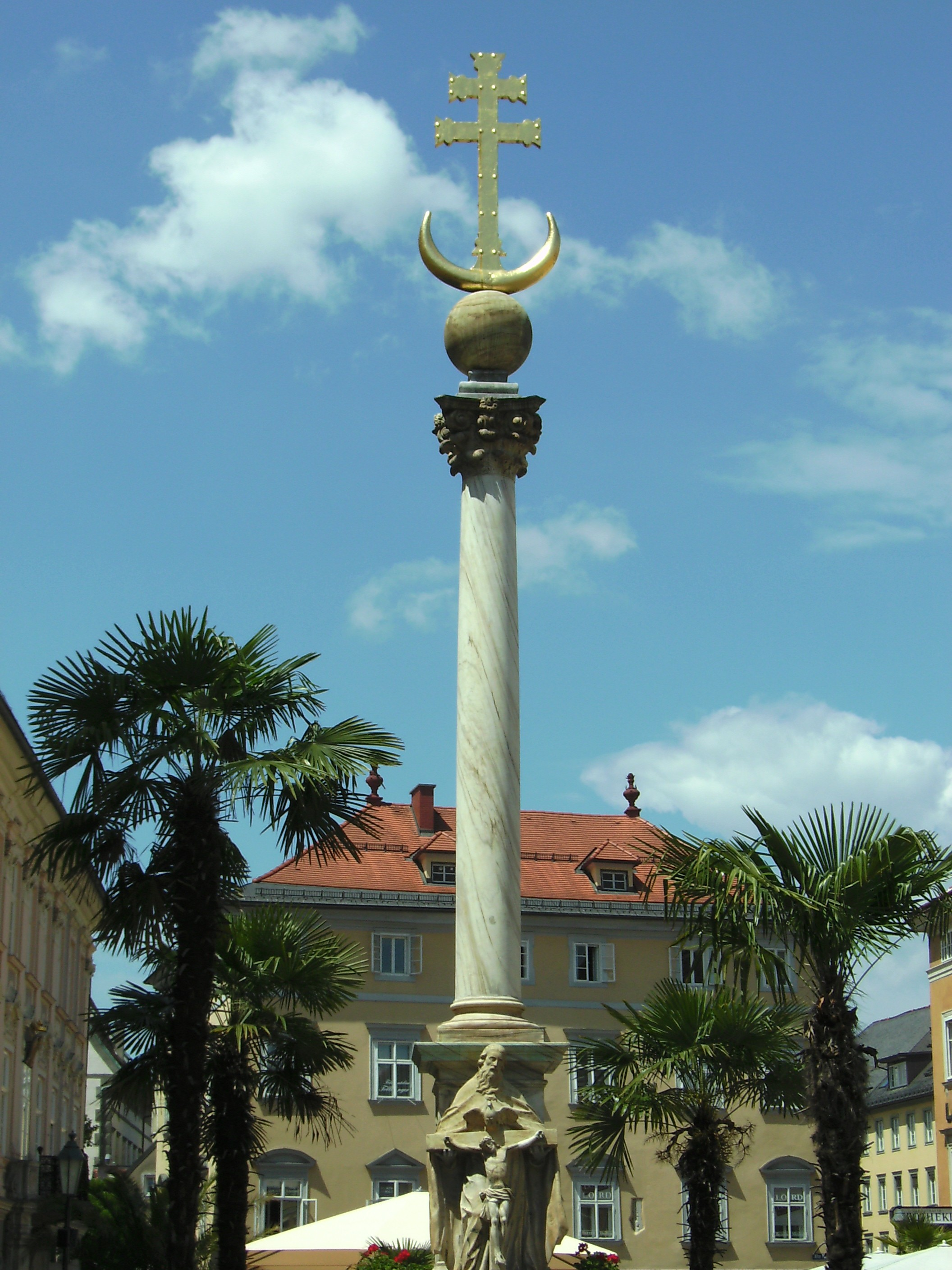
Dreifaltigkeitssäule

La piazza ha origini medievali e fu voluta da Bernardo di Carinzia che quando fondò la città stabilì che fosse il principale punto di passaggio lungo l'asse est-ovest.

## Descrizione
La piazza è zona pedonale e vi si affacciano alcuni tra i più importanti e antichi edifici di Klagenfurt:
- Vecchio Municipio, rinascimentale, anche noto come Palais Welzer, con cortile a portici. Fu costruito nel XVII secolo dalla famiglia Welzer
- Palazzo Goëss, risalente alla prima metà del XVIII secolo.
- Casa all'Oca d'Oro, documentata nel 1489 e forse la più antica casa superstite della città. Nel cortile rilievo con centauro e figura femminile e bei portici.
- Dreifaltigkeitssäule, o colonna della Trinità, risalente al 1680, al centro della piazza. Alla sommità conserva una mezzaluna dorata sotto il simbolo della croce a ricordo della vittoria sulle truppe ottomane dopo la guerra austro-turca del 1683